# Polittico del duomo di Teramo
Il Polittico del Duomo di Teramo è un dipinto firmato dal pittore Jacobello del Fiore, uno dei più importanti esponenti dell'arte tardogotica veneziana. Il dipinto, realizzato nella prima metà del XV secolo, è una commissione agostiniana e rappresenta la preghiera d'intercessione che la comunità teramana, fino ad allora provata da dure e continue lotte intestine, rivolse a Dio per ottenere protezione.

## Storia
Il polittico di Jacobello del Fiore venne commissionato per l'altare maggiore della chiesa di Sant'Agostino a Teramo, dove rimase fino al XVII secolo. Fra il 1653 e il 1686 il priore del convento agostiniano, Giovambattista Bonfanti, lo rimosse dalla sede originaria per sostituirlo con opere dal gusto più aggiornato. Nel 1868 fu rinvenuto nella soffitta della chiesa dal pittore Gennaro della Monica e per un breve periodo venne custodito nella locale Pinacoteca Civica. Fu oggetto di un lungo contenzioso fra il comune di Teramo e l'Arciconfraternita dei Cinturati, a cui appartenevano nell'Ottocento la chiesa di Sant'Agostino e il polittico stesso. Successivamente fu trasferito nella cattedrale di Santa Maria Assunta. Per molti anni è stato esposto nella cappella di San Berardo; a seguito di un restauro nel 2023 è stato spostato in quella intitolata al Sacro Cuore.

Jacobello del Fiore, Incoronazione della Vergine e Santi, Teramo, cattedrale di Santa Maria Assunta, particolare del monaco Nicola

Il polittico è una commissione del monaco teramano MAGIST(ER) NICOLAUS, rappresentato in basso accanto alla veduta della città. Recenti sono le scoperte archivistiche che hanno consentito di identificare tale Nicolaus, cittadino veneziano fin dal 1413, attestato da diversi documenti come vicario e poi superiore nella provincia agostiniana di Venezia e Treviso, ma anche come lettore e poi membro del collegio dei dottori dello Studio di Padova fra il 1404 e il 1426.
A lungo si è discusso sulla datazione del manufatto e ancora oggi la critica non è del tutto concorde. In passato gli studiosi hanno ritenuto l'opera prossima al presunto soggiorno pesarese del pittore, che entro o poco oltre il primo decennio del Quattrocento dipinse per il centro marchigiano anche il perduto polittico di San Cassiano (1401), quello della Beata Michelina Metelli per la chiesa di San Francesco e il trittico con la Madonna della Misericordia fra Santi per la chiesa di Santa Maria di Montegranaro (nei pressi di Pesaro).
Insieme a quello della Beata Michelina, Il polittico di Teramo è considerato il prodotto di una fase di ulteriore evoluzione dell'arte di Jacobello, sopraggiunta fra il primo e il secondo decennio del Quattrocento e innescata dalle novità importate in Laguna da Gentile da Fabriano. In quel frangente Jacobello divenne il pittore ufficiale di Venezia e il titolare della bottega familiare. È generalmente condivisa la tesi secondo cui il polittico teramano segue cronologicamente quello pesarese, ma la più parte degli studi recenti si dividono fra quelli che ne collocano l'esecuzione nel secondo decennio del XV secolo e quelli che invece lo ritengono realizzato negli anni venti.
In passato sono state avanzate diverse ipotesi sui soggiorni di Jacobello a Pesaro, a Fermo, a Teramo e in Puglia.Tuttavia, oggi la critica è propensa ad escludere che il maestro abbia trascorso lunghi periodi lontano da Venezia. Piuttosto il pittore potrebbe aver inviato le sue opere nei vari centri adriatici via mare, sfruttando la capillare rete mercantile veneziana.
La precisa occasione che portò il polittico di Jacobello in Abruzzo non è nota ma, come suggeriscono le iscrizioni e la rappresentazione dei fedeli adoranti accanto all'immagine della città nel pannello centrale, è assai probabile che la commissione sia legata ai cruenti fatti che riguardarono Teramo a cavallo fra il secondo e il terzo decennio del Quattrocento. In quel periodo il centro aprutino subì le conseguenze delle continue e feroci lotte intestine fra la fazione dei Melatino e quella dei De Valle. Nel 1416 Lordino di Saligny, gran conestabile al servizio di Giacomo di Borbone, inviato per sedare le rivolte, perpetrò un brutale saccheggio distruggendo chiese e conventi. A causa della grave instabilità politica Teramo rimase quasi deserta. Una pace duratura fu ristabilita solo a seguito della morte di Braccio da Montone (1424), quando Giosia Acquaviva entrò in città in veste di nuovo signore.

## Descrizione

Cartolina d'epoca in bianco e nero con il polittico del Duomo di Teramo.

Il polittico teramano è l'unica opera di Jacobello del Fiore che conserva ancora l'originale unità fra la cornice intagliata e le tavole dipinte. È costituito da sette scomparti suddivisi in due registri. Al centro è raffigurata l'Incoronazione della Vergine, in asse con lo sporgente Cristo Passo fra i Dolenti nella parte superiore. Ai piedi del gruppo sacro con Cristo, la Madonna e le schiere di angeli laterali compare la rappresentazione di Teramo circondata dal fiume Tordino e dal torrente Vezzola. A sinistra della città figurano i religiosi in orazione, di fronte a un gruppo di laici e notabili in analogo atteggiamento.
Il registro inferiore ospita a figura intera i Santi Ambrogio, Girolamo, Agostino, Berardo, Gregorio e Nicola da Tolentino. Accanto all'Uomo dei dolori si affacciano Santa Caterina d'Alessandria, San Filippo (o San Giovanni Evangelista), San Pietro, San Paolo, San Giacomo Minore (o San Giacomo Maggiore) e Santa Monica. Le figure sono racchiuse entro una fastosa cornice con ricchissime cuspidi e pinnacoli culminanti in lingue fogliacee, piccoli mezzi busti intagliati e decorazioni floreali. 
Santa Monica, San Berardo e Sant'Agostino tengono in mano dei cartigli contenenti alcuni passi tratti dalle Litanie dei Santi (IV, Supplicatio pro variis necessitatibus) del Pontificale Romano e dal nono capitolo del Libro del Profeta Daniele. A queste iscrizioni vanno aggiunte quelle identificative ai piedi del committente e dei santi a figura intera nel registro inferiore, l'invocazione accanto alla pianta della città e la firma del pittore.